# ギュータースロー郡
ギュータースロー郡 (ドイツ語: Kreis Gütersloh) は、ドイツ連邦共和国ノルトライン＝ヴェストファーレン州の北東部、デトモルト行政管区（オストヴェストファーレン＝リッペ）に位置する郡である。郡庁所在地はギュータースローである。

## 地理

### 自然環境
本郡はその大部分がヴェストファーレン盆地内のエムスザントエーベネに位置している。これはエムス川沿いの砂地の地域でトイトブルクの森の入口にあたる場所で、ゼンネは特に知られている。
郡域の北側はトイトブルクの森を越えてラーフェンスベルク盆地に至り、ヴェーザー山地の環境地域に属す。
郡の主な山並みはトイトブルクの森、主要な川は水源を含むエムス川である。郡内の最も高い山はトイトブルクの森にあるヘンゲベルクで海抜 316 m、最低地点はハルゼヴィンケルの西にあるエムスタールで海抜 56 m である。
郡内に 17 km 以上の長さを持つ川には以下のものがある。
| - エムス川 43.2 km - ヘッセル川 39.3 km - ヴァーペルバッハ川 30.2 km - エルバッハ川 28.3 km - ヴェルプラーゲバッハ川 / シュランゲンバッハ川 / ラインケバッハ川 22.0 km | - ゼンネバッハ川 19.6 km - ダルケ川 18.8 km - レーダー・バッハ川 17.9 km - ルッター川 17.8 km - アプロックスバッハ川 17.4 km |

### 郡域の広がりと土地利用
郡の面積は 969.21 km2 である。郡域は主に農業用地および森林で約 76.5 % を占める。住宅地および交通用地は約 21 % である。南北の最大幅は約 46.1 km、東西のそれは 45.5 km である。最北端はボルクホルツハウゼンの中心地から北西の北緯52度08分05.04秒 東経08度17分15.98秒 / 北緯52.1347333度 東経8.2877722度、最南端はランゲンベルクのベンテラー付近の北緯51度43分02.99秒 東経08度23分07.61秒 / 北緯51.7174972度 東経8.3854472度である。
| 土地用途別面積 | 農業用地 | 森林   | 宅地、空き地 産業用地 | 交通用地 | 水域  | スポーツ用地 および緑地 | その他 |
| -------------- | -------- | ------ | --------------------- | -------- | ----- | ----------------------- | ------ |
| 面積 (km2)     | 598.98   | 136.64 | 132.27                | 61.40    | 14.72 | 16.95                   | 8.25   |
| 占有率         | 61.8 %   | 14.1 % | 13.6 %                | 6.3 %    | 1.5 % | 1.7 %                   | 0.9 %  |

### 隣接する郡および郡独立市
ギュータースロー郡は北から時計回りにオスナブリュック郡（ニーダーザクセン州）、ヘルフォルト郡、ビーレフェルト市、リッペ郡、パーダーボルン郡、ゾースト郡、ヴァーレンドルフ郡（以上、ノルトライン＝ヴェストファーレン州）と境を接している。

### 市町村
| 市 - ボルクホルツハウゼン (Borgholzhausen 9,252) - ギュータースロー (Gütersloh 102,464) - ハレ (ヴェストファーレン) (Halle (Westf.) 22,198) - ハルゼヴィンケル (Harsewinkel 26,126) - レーダ＝ヴィーデンブリュック (Rheda-Wiedenbrück 49,849) - リートベルク (Rietberg 30,461) - シュロス・ホルテ＝シュトゥーケンブロック (Schloß Holte-Stukenbrock 27,520) - フェルル (Verl 25,691) - フェルスモルト (Versmold 22,242) - ヴェールター (ヴェストファーレン) (Werther (Westfalen) 11,193) 町村 - ヘルツェブロック＝クラールホルツ (Herzebrock-Clarholz 16,290) - ランゲンベルク (Langenberg 8,767) - シュタインハーゲン (Steinhagen 20,885) | ギュータースロー郡の市町村地図 |

人口は、2023年12月31日現在の数値である。
レーダ＝ヴィーデンブリュック、リートベルク、シュロス・ホルテ＝シュトゥーケンブロック、フェルルは中規模郡所属市、ギュータースローは大規模郡所属市の状態である。

## 歴史

### 行政史
ギュータースロー郡は、ノルトライン＝ヴェストファーレン州の行政改革に伴う1973年1月1日のビーレフェルト法の施行によってヴィーデンブリュック郡とハレ (ヴェストファーレン)郡から形成された。この2つの旧郡は1816年にプロイセンによって州（本郡の場合はヴェストファーレン州）を県と郡に分割した際に成立した。
これら2つの旧郡の他、ヴァーレンドルフ郡に属していたグレフェン、ハルゼヴィンケル、マリエンフェルトから形成されたハルゼヴィンケル市および1973年に廃止されたビーレフェルト郡に属してたシュロス・ホルテ＝シュトゥーケンブロックが新しいギュータースロー郡に属した。シュロス・ホルテ＝シュトゥーケンブロックは、1970年にシュロス・ホルテ、ゼンデ（ともにヴィーデンブリュック郡）とシュトゥーケンブロック（パーダーボルン郡）から形成され、初めはビーレフェルト郡に属していた。旧ベッケム郡からベントラーがギュータースロー郡のランゲンベルクに編入された。
ギュータースロー郡は現在 13市町村で構成されている。郡庁所在地は初めレーダ＝ヴィーデンブリュックにあったが、1997年にギュータースローに移された。

### 人口推移
ギュータースロー郡は、創設時の人口は約 28万人であったが、その後30年間で約 25 % 人口が増加し 35万人を超えた。
以下の表はギュータースロー郡の人口推移を示している。1970年までの人口は、1973年に成立した本郡に該当する地域の人口である。1970年までと1987年の数値は人口調査の結果であり、1975年以降は州のデータ管理および統計局の研究成果である。1975年から1985年までは推定値、1990年以降は1987年の調査結果に基づく推計値である。
| 年              | 人口（人） |
| --------------- | ---------- |
| 1939 (5月17日)  | 141,826    |
| 1950 (9月13日)  | 201,752    |
| 1961 (6月6日)   | 233,459    |
| 1970 (5月27日)  | 264,188    |
| 1975 (12月31日) | 278,685    |

| 年              | 人口（人） |
| --------------- | ---------- |
| 1980 (12月31日) | 287,027    |
| 1985 (12月31日) | 286,504    |
| 1987 (5月25日)  | 287,883    |
| 1990 (12月31日) | 303,829    |
| 1995 (12月31日) | 329,043    |

| 年              | 人口（人） |
| --------------- | ---------- |
| 2000 (12月31日) | 345,379    |
| 2005 (12月31日) | 353,250    |
| 2007 (12月31日) | 354,239    |
| 2011 (5月9日)   | 350,420    |
| 2013 (12月31日) | 352,334    |

## 行政

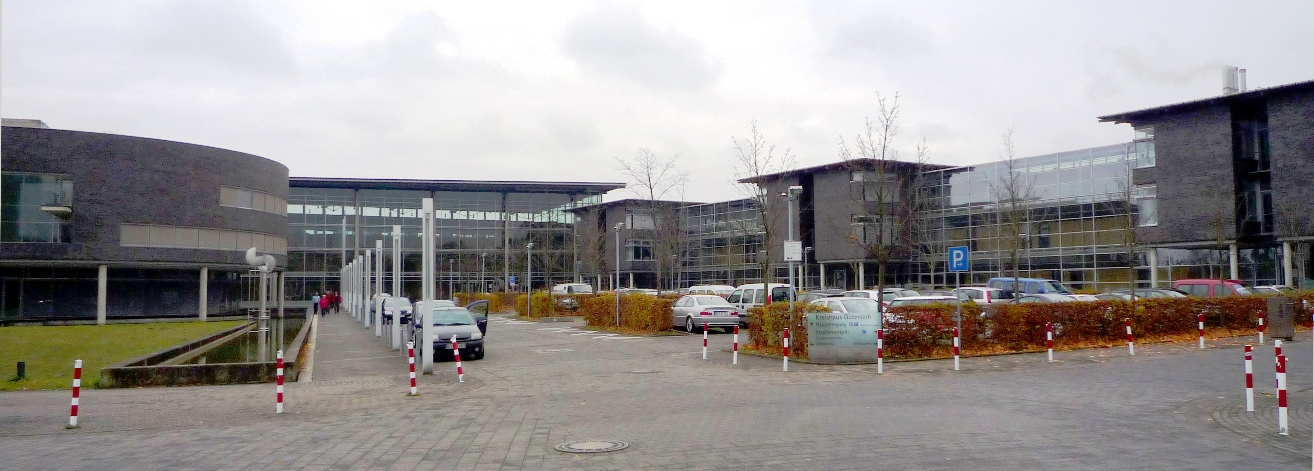
ギュータースロー郡郡庁舎

### 郡議会
郡議会は 72議席からなる。2020年9月13日の郡議会選挙結果は以下の通りである。
| CDU | GRÜNE | SPD | FWG-UWG | FDP | AfD | Die Linke | 計 |
| --- | ----- | --- | ------- | --- | --- | --------- | -- |
| 28  | 15    | 14  | 6       | 4   | 3   | 2         | 72 |

### 郡長
ギュータースロー郡の郡長は、1999年からスヴェン＝ゲオルク・アデナウアー (CDU) が務めている。

### 紋章
ギュータースロー郡は、1974年9月12日付けの行政管区長官の文書により以下の紋章を使用する権利を授与された。
図柄: 上下二分割。上部は銀地（白地）に3本の赤い逆V字図形。それに被せて金地（黄色地）に赤い6本スポークの輪を描いた小盾。下部は赤地に金色（黄色）の鷲。
この紋章は、旧ハレ (ヴェストファーレン) 郡（1947年から）とヴィーデンブリュック郡（1935年から）の紋章を内包している。逆V字図形はかつてのラーフェンスベルク伯領の紋章である。輪は、かつてのオスナブリュック領アムト・レッケンベルクを象徴しており、鷲はリートベルク伯領を表している。赤と金の配色は、かつてハルゼヴィンケルとシュトゥーケンブロックが属していた旧ミュンスター司教領とパーダーボルン司教領の色である。

### 姉妹関係、援助協力関係
ギュータースロー郡は、ラトヴィアのヴァルミエラ郡と姉妹郡になっている。シュレージエンの旧フランケンシュタイン郡および西プロイセンの旧ローゼンベルク郡とは援助協力関係にある。郡内のほぼすべての市町村が国内外の市町村と姉妹関係、援助協力関係を結んでいる。

## 文化と見所

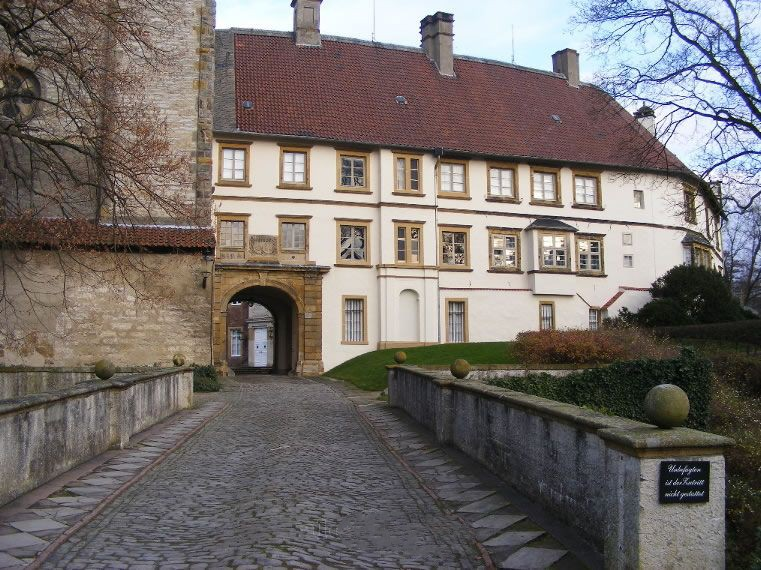
レーダ城

### 建築と公園
ボルクホルツハウゼンのラーフェンスベルク城は、1080年にラーフェンスベルク伯ヘルマン2世フォン・カルフェラーゲによって軍事防衛拠点として建設された。
レーダ城はヴェストファーレンで最も古い水城であり、レーダ＝ヴィーデンブリュックのフローラ＝ヴェストファリカ公園の真ん中に建っている。ギュータースロー郡内の他の城には、ターテンハウゼン城、ホルトフェルト城、狩の館であるホルテ城、メーラー城がある。
ヴェールター (ヴェストファーレン) のペーター＝アウグスト＝ベックシュティーゲル邸は旧来のまま保存されている芸術家の家である。この中には表現主義の芸術家ペーター・アウグスト・ベックシュティーゲルの自然や郷土との連帯感、人並み外れた多彩な創作力を再現する芸術作品が展示されている。
この他郡内には多くの見応えある公園が存在している。リートベルク・ガーデンショー公園、ギュータースロー植物園、ヘルツェブロック修道院施設とクラールホルツ修道院施設、レーダ＝ヴィーデンブリュックのフローラ・ヴェストファリカなどである。

### 演劇、博物館、芸術

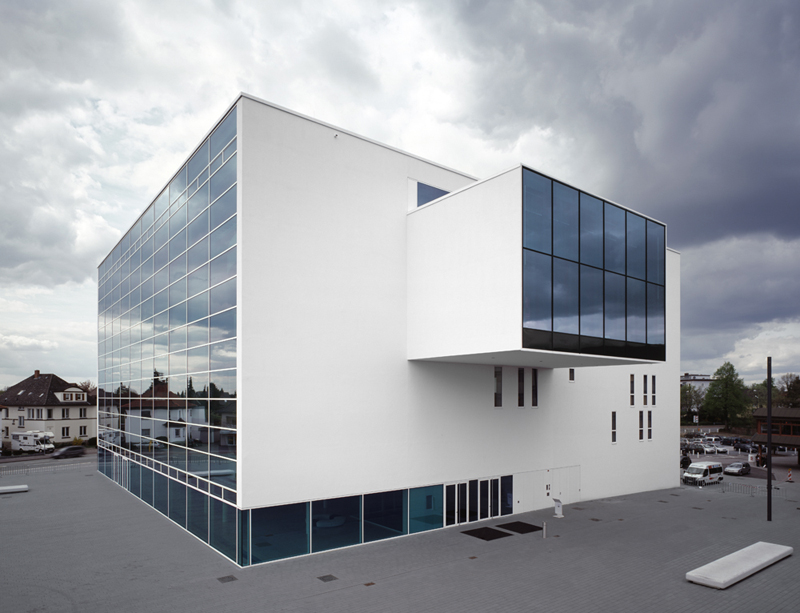
ギュータースロー劇場

郷土博物館の他にいくつかの博物館がある。ギュータースローのミーレ博物館は洗濯機の歴史に重点を置いている。ギュータースロー市立博物館は市の歴史の他に技術史、医療史についても展示している。ヴェストファーレン軽便鉄道・蒸気機関車博物館（地元では「ミューレンシュトロート」として知られている）では歴史的な機関車に目を瞠る。ヴィーデンブリュック学校博物館は芸術的手工芸作品を展示している。
表現主義のヴォルデマール・ヴィンクラーとペーター・アウグスト・ベックシュティーゲルは、本郡出身の有名な芸術家である。ギュータースロー貯蓄銀行の本店にあるS-ギャラリーは、ヴォルデマール・ヴィンクラーの作品を定期的に展示している。ギュータースロー旧教会広場のフェールホフハウスの郡芸術協会は国内外で活動する芸術家の作品を展示している。
郡庁所在地のギュータースローでは、530席の新しい劇場が2010年に開館した。モーンス・パークの野外ステージでは夏にコンサートが開催される。リートベルクでは4階建ての円形劇場が文化イベントに利用される。この劇場は、1599年にロンドンに建設されたグローブ座の近代的な模倣である。リートベルクのガーデンショーパークにある野外ステージのフォルクスバンク＝アレーナでは演芸や音楽イベントが開催される。このステージの最大収容人数は 2,500である。

### 見所

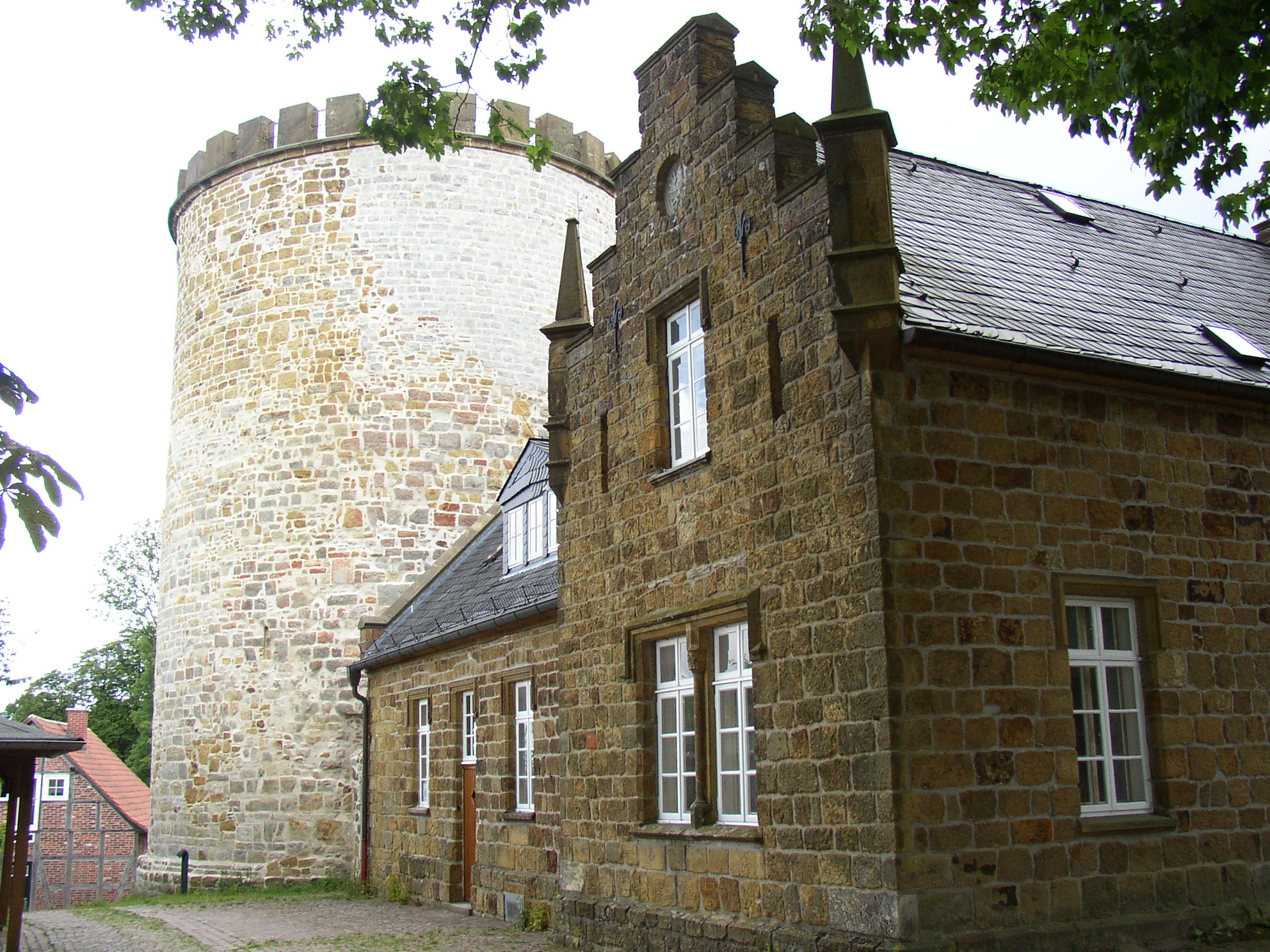
ラーフェンスブルク城

- ペーター＝アウグスト＝ベックシュティーゲル＝ハウス、ヴェールター (ヴェストファーレン)
- 蒸気機関車の軽便鉄道「ミューレンシュトロート」、ギュータースロー
- テアター・ギュータースロー
- ラーフェンスベルク城、ボルクホルツハウゼン
- レーダ城、レーダ＝ヴィーデンブリュック
- シュトゥーケンブロック・サファリパーク動物園、シュロス・ホルテ＝シュトゥーケンブロック
- カスパー＝フォン＝ツームブッシュ美術館、ヘルツェブロック、著名な彫刻家の生家である。
- ヘルマンスヴェーク、全長 156 km の遊歩道、ケルスキ族（ドイツ語版、英語版）のヘルマン（アルミニウス）にちなんで名付けられた。トイトブルクの森の尾根をたどる。
- ヘルマンスヴェークとエッゲヴェークはともにヘルマンスヘーエを通っている。遊歩道はミュンスターラント（ドイツ語版）からトイトブルクの森を通ってザウアーラントに至る。
- プレラーテンヴェークは、ヘルツェブロック修道院、クラールホルツ修道院、マリエンフェルト修道院の3つの修道院を結んでいる。

- ペーター＝アウグスト＝ベックシュティーゲル＝ハウス
- 蒸気機関車の軽便鉄道

### 自然保護地区
本郡内には 42の自然保護地区（隣接郡との間にまたがるものを含む）があり、その総面積は約 43.5 km2である。これは郡の総面積の約 4.5 % にあたる。これらの地域はいずれも主に湿原の保護を目的としている。
ヴェールターとランゲンベルクには自然保護地区がない。

### スポーツ
郡内で最も高いクラスに属しているサッカーチームは SC フェルルと SC ヴィーデンブリュック 2000 であり、2014/15年シーズンをレギオナルリーガ・ヴェスト（上位から4番目のリーグ）に参加している。FC ギュータースロー 2000 はかつて2. ブンデスリーガに所属していたが、2015年現在 5番目のオーバーリーガ・ヴェストファーレンに属している。女子サッカークラブの FSV ギュータースロー 2009は、女子ブンデスリーガでプレイしている。
ギュータースロー郡内には、18ホールのゴルフ場が 5か所ある。

## 経済と社会資本

### 交通

#### 道路
連邦アウトバーンA2号線（ドルトムント - ハノーファー）は、ギュータースロー、レーダ＝ヴィーデンブリュック、ヘルツェブロック＝クラールホルツの各インターチェンジ経由で本郡に至る。連邦アウトバーンA33号線（ビーレフェルト - パーダーボルン）は、南部ではシュロス・ホルテ＝シュトゥーケンブロック、シュトゥーケンブロック/ゼンネ、北部ではボルクホルツハウゼンの各インターチェンジを経由する。この他に、連邦道B55号線（ニーダーライン地方 - オストヴェストファーレン＝リッペ、ランゲンベルクとレーダ＝ヴィーデンブリュックを経由する）、B61号線（ルール地方 - ブレーメン、レーダ＝ヴィーデンブリュックおよびギュータースローを経由する）、B64号線（ミュンスターラント - ハルツ山地、ヘルツェブロック＝クラールホルツ、レーダ＝ヴィーデンブリュックおよびリートベルクを経由する）、B68号線（オルデンブルガー・ミュンスターラント - ヴァールブルク沃野、ハレ (ヴェストファーレン) を経由する）が郡内を通っている。連邦道B513号線はザッセンベルクからギュータースローに至る。

#### 鉄道
ルール地方 - ハノーファー - ベルリンを結ぶ旅客・貨物用の重要な路線が郡域を東西に通っている。この路線から多くの、主には単線の支線が分岐している。オスナブリュック - ビーレフェルト線「ハラー・ヴィレム」、「ゼンネ鉄道」ビーレフェルト - パーダーボルン線、「ヴァーレンドルファー鉄道」レーダ＝ヴィーデンブリュック - ミュンスター線がそれである。この他にイベンビューレン - ヘーフェルホーフを結ぶ貨物路線トイトブルクの森鉄道 (TWE) もある。この路線の再活性化に向けて旅客運行が計画されている。

#### 自転車
ギュータースロー郡において自転車は日常の交通機関として極めて重要である。数多くのよく整備された「ペトケン」で車道から離れて集落間を往来できる。数多くの広域自転車道やローカルな自転車道が郡域を通っている。たとえば、欧州自転車道 R1号線、ウェルネス＝ルート、エムス自転車道、バーンラートルート・トイト＝ゼンネ、バーンラートルート・ヘルヴェーク＝ヴェーザーである。ギュータースロー中央駅、ハレ (ヴェストファーレン) 駅、レーダ＝ヴィーデンブリュック駅などのいくつかの駅には自転車ステーションがある。

#### 航空
ギュータースローにはイギリス軍の軍用飛行場がある。最寄りの国際空港は、パーダーポルン/リップシュタット空港である。

### メディア

#### 日刊紙
ギュータースロー郡では、「ノイエ・ヴェストフェーリシェ」（特にギュータースローで発行部数が多い）、「ディー・グロッケ」（郡の南部で発行部数が多い）、「ヴェストファーレン・ブラット」が刊行されている。ヴェストファーレン・ブラットは、「フェルスモルダー・アンツァイガー」や「フェルラー・ツァイトゥング」といったローカル紙を刊行している。郡北部（ハレ、ボルクホルツハウゼン、フェルスモルト、シュタインハーゲン、ヴェールター）では、「ハラー・クライスブラット」が流布している。郡の最も南（リートベルク）ではリップシュタットでも刊行されている日刊紙「デア・パトリオット」が読まれている。

#### タウン誌
ボルクホルツハウゼンを除くすべての市町村でタウン誌または広報紙が刊行されている。
- ギュータースロー: ボネヴィー、デア・イッセルホルスター、デア・カッテンボーテ、GT エクストラ、GT-インフォ、guetsel.de
- ハレ: ハラー・ヴィレム、ハレ・エアレーベン
- ハルゼヴィンケル: エムスクリーア、マルクプラッツ・ハルゼヴィンケル
- ハルゼヴィンケル＝グレッフェン: デア・シュペーケンキーカー
- ヘルツェブロック＝クラールホルツ: マルクト・ウント・ゲマインデ、aha-マガツィーン
- ランゲンベルク: トレンド、aha-マガツィーン
- レーダ＝ヴィーデンブリュック: ダス・シュタットゲシュレヒ、aha-マガツィーン
- リートベルク: リートベルガー・シュタットアンツァイガー、エムスブラット
- シュロス・ホルテ＝シュトゥーケンブロック: デア・シュタット＝アンツァイガー、ゼンネFORUM、シュタットジャーナル SHS
- シュタインハーゲン: シュタインハーゲン・エアレーベン、シュタインハーゲナー・シャウフェンスター
- フェルル: フェルラー・レーベン、フェルラー・マガツィーン
- フェルスモルト: フェルスモルト・エアレーベン、デア・シュペーケンキーカー
- ヴェールター: ヴェールター・アクトゥエル、ヴェールター・エアレーベン

#### ラジオとテレビ
ローカルラジオ局のラジオ・ギュータースローは、ギュータースロー郡全域のニュースや報道番組を毎日6時間以上制作し、あるいはラジオNRWの番組を放送している。ローカルニュースは6:30から19:30の間に1時間ごとに放送される。郡内の送信は、3つの超短波地上局およびケーブル放送の 97.2 MHz でなされている。
ギュータースロー郡向けのパブリック・アクセスは存在しない。ローカルニュースは、WDRテレビのテレビマガジン「アクトゥエレ・シュトゥンデ」の中の「OWL アクトゥエル」で放送されている。

### 地元企業
工業・産業分野における大口雇用主には以下の企業がある。
- ギュータースロー: ベルテルスマン（子会社の事業所が郡内の他の市町村に存在しており、郡内事業所の合計で 12,500人を雇用している[10]）、ミーレ（5,000人を雇用している）[10]
- ハルゼヴィンケル: クラース（ドイツ語版、英語版）
- ハレ: アウグスト・シュトールック（ドイツ語版、英語版）、ゲリー・ヴェーバー（ドイツ語版、英語版）
- レーダ＝ヴィーデンブリュック: テニース食肉工場、ヴェストファーリア自動車（ドイツ語版、英語版）、ヴェスターク＆ゲタリートAG、ジーモンスヴェルク
- シュタインハーゲン: ヘルマン
- フェルル: ベックホフ・グループ、ノビリア、テッケントループ
- フェルスモルト: 食肉加工業者

ギュータースロー郡内には、2010年6月現在、社会保険支払い義務のある労働者が約 138,912人おり、主に以下の産業分野に従事している。
- 商業（20,228人）
- 機械製造業（10,626人）
- 健康・社会福祉（10,487人）
- 栄養・食品産業（9,099人）
- その他のサービス業（8,991人）
- 金属製品製造、金属加工業（8,481人）
- 交通運輸業（7,307人）
- 木工業、家具製造（7,167人）
- 建築業（7,144人）
- 自由業、研究・技術サービス（7,016人）
- 情報、コミュニケーション産業、出版業（4,527人）
- 金融・保険業（2,645人）
- 印刷業（2,556人）
- ゴム・合成樹脂産業（2,335人）
- 宿泊業（2,316人）

連邦平均と比較すると、木工業・家具製造、栄養・食品産業、印刷業の比率が高く、宿泊業者の比率が低い。
ギュータースロー郡の2008年の平均世帯収入は22,375ユーロで、これはオストヴェストファーレン＝リッペの平均値（20,477ユーロ）、ノルトライン＝ヴェストファーレン州の平均値（19,837ユーロ）およびドイツ全体の平均値（18,974ユーロ）よりもかなり高かった。2012年の労働者1人あたりの BIP は72,460ユーロ（オストヴェストファーレン＝リッペ: 62,988ユーロ、ノルトライン＝ヴェストファーレン州: 65,964ユーロ、ドイツ全体: 64,084ユーロ）であった。2008年の購買力指数は102.6で、連邦平均 (= 100) よりも2.6パーセント高い数値であった。市町村別では、シュタインハーゲン (106.5)、ギュータースロー (104)、フェルル(103.6) が高く、フェルスモルト (99.2)、ハルゼヴィンケル (99.5)、ボルクホルツハウゼン (99.7) が低い数値を示した。

### 輸出比率
2007年の加工業における輸出比率は 34 % であった。同時期の連邦全体の値は 43 % であった。2011年の本郡の輸出比率はギュータースロー市と同じ 36 % であった。最も低い値はランゲンベルクの 17 %、最も高いのは ハルゼヴィンケルの 59 % であった。

### 失業率
2012年6月の失業率は 4.8 % であった。これはノルトライン＝ヴェストファーレン州の値 (8.0 %) よりも 3.1 %、連邦平均 (6.6 %) よりも 1.8 % 低い値であった。
2008年12月の調査では、全失業者の 25.97 % が1年以上失業状態にあった。ドイツ全体のそれは 32.1 %、ノルトライン＝ヴェストファーレン州では 36.83 % であった。

## 自動車ナンバープレート
新しい郡の設立に伴い、1973年1月1日に識別記号 GT が割り当てられた。
旧識別記号の HW（ハレ/ヴェストファーレン）と WD（レーダ＝ヴィーデンブリュック）は現在使われていない。